# Gone Dau
Gone Dau är ett austronesiskt språk som fått sitt namn för att det talas på öarna Gone och Dau på västra sidan av Vanua Levu i Fiji. År 2000 fanns det ungefär 700 personer på öarna som aktivt talade språket.